# Cvi Šiloach
Cvi Šiloach (hebrejsky: צבי שילוח, žil 6. března 1911 – 10. října 2000) byl izraelský politik a poslanec Knesetu za stranu Techija.

## Biografie
Narodil se ve městě Boryslav v Haliči, v tehdejším Rakousku-Uhersku (dnes Ukrajina). Zde také vystudoval střední školu. V roce 1932 přesídlil do dnešního Izraele. V letech 1932–1933 byl členem kibucu Chulda. Absolvoval studium oboru všeobecné a židovské dějiny na Telavivské univerzitě.

## Politická dráha
Byl aktivní v hnutí Gordonia, zasedal ve vedení její pobočky v Lvově. V roce 1934 vstoupil do strany Mapaj. Od roku 1938 pracoval v zaměstnanecké radě v Herzliji. Během války vstoupil roku 1941 do Britské armády. V roce 1945 byl předsedou delegace Židovské brigády do židovských utečeneckých táborů v Mnichově. V roce 1950 se stal členem ústředního výboru strany Mapaj. V letech 1949–1954 byl editorem listu ha-Do'ar. V letech 1954–1964 zasedal v samosprávě města Herzlija, pak zde byl v letech 1960–1964 místostarostou. Roku 1965 přešel do strany Rafi a byl členem jejího sekretariátu. V roce 1973 přešel do pravicového Likudu, již předtím se stal agitátorem pro myšlenku Velkého Izraele. Roku 1977 ovšem z Likudu odešel a byl jedním ze zakladatelů strany Techija.
V izraelském parlamentu zasedl po volbách v roce 1981, do nichž šel za stranu Techija. Mandát ale získal dodatečně, v březnu 1984 (tedy jen několik měsíců před koncem volebního období) jako náhradník za Chanana Porata. Byl členem výboru pro vzdělávání a kulturu. Ve volbách v roce 1984 poslanecký mandát neobhájil.